# Tudor Opriș
Tudor Opriș (n. 26 noiembrie 1926, București, România – d. 22 ianuarie 2015, București, România) a fost un poet, eseist, istoric și critic literar român. A scris cărți de popularizare a științei în domeniul botanicii sau zoologiei. Din 1947, Opriș a fost membru al Societății Scriitorilor Români, din 1974, al Uniunii Scriitorilor din România. A publicat numeroase volume, ca de exemplu Din tainele lumii vii, Pietrele ne vorbesc..., BIOS, Animalele se apără, Planeta insectelor sau Printre uriași și pitici. Pentru activitatea sa de-a lungul vieții, în decembrie 2014, a primit premiul Opera Omnia din partea Filialei din București a Uniunii Scriitorilor din România  - Literatura pentru Copii și Tineret.

## Biografie
S-a născut în 26 noiembrie 1926 la București, în familia generalului Ștefan Ilie Opriș, fiu de memorandist sibian, și a soției sale, Florina (n. Marinescu). A urmat cursurile primare la București (1933-1937), apoi cursurile secundare la Liceul „Gheorghe Șincai” din București (1937-1939), Liceul „Dinicu Golescu” din Câmpulung Mușcel și în cele din urmă la Colegiul Militar de la Mănăstirea Dealu (1941-1945). A studiat apoi filologia modernă și estetica la Universitatea din București (1945-1949), frecventând în paralel cursurile de la Facultatea de Științe Juridice (1945-1947). Din cauza circumstanțelor istorice, a putut să-și susțină doctoratul în litere abia în anul 1976, cu o teză intitulată Reviste literare ale elevilor.
După absolvirea facultății, a lucrat timp de 50 de ani (1949-1999) ca profesor în învățământul preuniversitar bucureștean, predând limba română și limba franceză la colegiile naționale „Mihai Eminescu” și „Gheorghe Lazăr” timp de peste 40 de ani. În paralel cu activitatea didactică, a îndrumat și sprijinit tinerele talente literare: a înființat cenaclul literar pentru profesori „M. Sadoveanu” în 1949 și trei cenacluri literare ale elevilor: „M. Eminescu” (primul cenaclu literar al liceenilor din România), „Săgetătorul” și „G. Bacovia”; a inițiat taberele naționale de creație ale copiilor și elevilor de liceu în anul 1967, coordonându-le activitățile literare și făcând parte din juriile concursului național „Tinere condeie”; a alcătuit și prefațat antologii de creații literare ale elevilor din România.
A fondat suplimentele literare ale unor publicații pentru tineret: Preludii, supliment literar-artistic al ziarului Scînteia tineretului (1966-1974) și Pagina elevului, supliment al revistei Amfiteatru (1974-1981) și a contribuit la înființarea în 1967 a revistei Limba și literatura română pentru elevi.
Activitatea sa fecundă de educare a tinerei generații a fost remarcată prin acordarea titlurilor de profesor fruntaș și profesor emerit, prin decernarea medaliilor „Spiru Haret”, „Ion Pilat” și „Cultura Militans”. A fost decorat la 1 decembrie 2000 cu Ordinul național Pentru Merit în grad de cavaler „pentru realizări artistice remarcabile și pentru promovarea culturii”.
Tudor Opriș s-a pensionat în anul 1999 și a murit în ianuarie 2015, la vârsta de 88 de ani.

## Activitatea literară
A fost atras de literatură încă din adolescență, debutând în 1942 cu versuri în revista Poesis a Colegiului Militar de la Mănăstirea Dealu. A colaborat la mai multe reviste literare, ziare si alte publicații, printre care ziarul Presa din Câmpulung-Muscel și revista școlară Poesis a Colegiului Național „N. Filipescu”, pe care a redactat-o chiar el. În perioada studenției a fost angajat în redacția ziarului Națiunea, ca responsabil al paginii literare.
A publicat mai multe volume de versuri (Omul cu iubirile, 1985; Versuri alese, 1993; Versuri pentru sufletul naturii, 1996; Inedite, I-II, 1998-1999), studii de istorie literară (Reviste literare ale elevilor, 1977; 500 de debuturi literare, 1991; Istoria debutului literar al scriitorilor români în timpul școlii, 2002), monografii ale unor instituții de învățământ (O viață de lumină (120 de ani de existență a Liceului „Gheorghe Lazăr”), 1981; Monografia Liceului „Mihai Eminescu”, 1999; Sub semnul lui Lazăr (140 de ani de existență a Colegiului „Gheorghe Lazăr”), 2000), precum și numeroase volume de popularizare a științei (entomologie, ornitologie și botanică distractivă) pentru copii. Tudor Opriș a fost pasionat de botanică încă din copilărie, fiind inițiat de bunicul său și îndrumat de savanții Ion Teofil Tarnavschi și Ion Simionescu și primit la vârsta de 14 ani în Societatea Botaniștilor Români. În perioada 1960-2011 el a tipărit peste 80 de cărți de popularizare a științei pentru copii.
A devenit membru al Societății Scriitorilor Români în 1947 și al Uniunii Scriitorilor din România în 1974, fiind reprezentant timp de 20 de ani al secției literaturii pentru copii și tineret în biroul de conducere al Uniunii Scriitorilor.  A fost distins cu Premiul C.C. al U.T.C. (1977), cu Premiul Consiliului Național al Organizației Pionierilor (1980) și cu premiul Opera Omnia al Uniunii Scriitorilor din România - Filiala București – Literatură pentru Copii și Tineret, pentru întreaga sa activitate (decembrie 2014)..
Criticul literar Vladimir Streinu a scris că „farmecul poeziei lui Tudor Opriș constă în noblețea și omenescul iubirii ridicate la rang de iubire cosmică, în limba ei românească nesiluită, de o remarcabilă bogăție plastică și de o incontestabilă elevație intelectuală. Sunt calități clasice pe care nici timpul, nici gustul nu le oxidează și care ne fac să ne apropiem cu emoție și receptivitate de această Cytheră la țărmul căreia toți am jinduit și jinduim încă să facem popas”. De asemenea, poetul Ștefan Augustin Doinaș a afirmat că „Tudor Opriș a reușit să dea o strălucire modernă sonetului petrarchist și eminescian, cele mai adecvate sensibilității și muzicalității specific românești”.

## Scrieri
- Minuni ce nu mai sunt minuni, Editura Ion Creangă, București, 1962;
- Cenaclul literar pionieresc, București, 1971;
- Cenaclul literar al liceenilor, București, 1971;
- Reviste literare ale elevilor (Istoria presei școlare, 1834-1974), București, 1977;
- O viață de lumină (120 de ani de existență a Liceului „Gheorghe Lazăr”), București, 1981;
- Omul cu iubirile, versuri, Editura Albatros, București, 1985;
- 500 de debuturi literare, București, 1991;
- Vis de zidar, Editura Pro Transilvania, București, 1992;
- Versuri alese, prefață de Ovidiu Papadima, Casa de editura „Cristina”, București, 1993;
- Pietre la templul adevărului, memorialistică, pref. de Ovidiu Papadima, Editura Fiat Lux, București, 1993;
- Poeme marine, București, 1995;
- Versuri pentru sufletul naturii, București, 1996;
- De dragoste, pref. de O. Papadima, București, 1997;
- Cântecul Săgetătorului, prefață de Ovidiu Papadima, Editura Eolia, Bucuresti, 1997;
- Zborul cărăbușului, versuri, prefață de acad. Romulus Vulcănescu, Editura Eolia, București, 1998;
- Inedite, I-II, versuri, București, 1998-1999;
- Monografia Liceului „Mihai Eminescu” (1926-1999), București, 1999;
- Sub semnul lui Lazăr (140 de ani de existență a Colegiului „Gheorghe Lazăr”), în colab., București, 2000;
- Istoria debutului literar al scriitorilor români în timpul școlii (1820-2000), București, 2000.
- Învățământul românesc încotro?, I-II, 2001-2003;
- Întâmplări și oameni, Editura Aramis, București, 2001;
- Sonetele iubirii eterne, Editura Univers Științific, București, 2007;
- Versuri regăsite, Editura Univers Științific, București, 2010,